# Списак места Светске баштине на Куби
Куба има девет заштићених локалитета која се налази на листи Светске баштине. Организација Уједињених нација за образовање, науку и културу (УНЕСKО) означава места Светске баштине од изузетне универзалне вредности за културну или природну баштину која су номиноване од стране земаља потписница Конвенције о Светској баштини УНЕСКО-а, установљене 1972. године. Културно наслеђе се састоји од споменика (као што су архитектонска дела, монументалне скулптуре или натписи), групе зграда и локалитета (укључујући археолошка налазишта). Природне карактеристике (које се састоје од физичких и биолошких формација), геолошке и физиографске формације (укључујући станишта угрожених врста животиња и биљака) и природни локалитети који су важни са становишта науке, очувања или природне лепоте, дефинишу се као природне наслеђе. Куба карипска острвска нација, прихватила је ову конвенцију 24. марта 1981. године, чиме су њена историјска места постала подобна за упис на листу; од 2011. године.
Први локалитет Кубе које је уписано на листу било је на 6. седници Комитета за светску баштину, одржаној у седишту УНЕСКО-а у Паризу у Француској, децембра 1982. године. Тиме је Стара Хавана и њена утврђења, место које укључује централни, историјски део кубанске престонице Хаване, као и шпанска колонијална утврђења, уписано на листу.
Локалитети Кубе која су укључена на листу обухватају разноврсна места. Два места су изабрана због свог природног значаја: Национални парк Алехандро де Умболт у источним провинцијама Олгин и Гвантанамо, и Национални парк Десембарко дел Гранма, назван по јахти која је преносила чланове Покрета 26. јула који су покренули Кубанску револуцију. Градски пејзажи укључују Стару Хавану, Тринидад и Камагвеј, све основане од стране раних шпанских колонизатора у XVI веку. Места такође укључују историјске пољопривредне регионе, укључујући плантаже кафе југоисточне Кубе и регију за узгој дувана у долини Вињалес.

## Локалитети
УНЕСКО наводи локалитете под десет критеријума; сваки унос мора да испуњава бар један од критеријума. Критеријуми од I до VI су културни, а од VII до X су природни.
| Име локалитета                                            | Фотографија | Локација (провинције)          | Година уписа | Подаци УНЕСКО-а          | Опис |
| --------------------------------------------------------- | --- | ------------------------------ | ------------ | ------------------------ | --- |
| Стара Хавана и њена утврђења                              | Плато катедрале | Ла Хавана                      | 1982.        | 204; iv, v (култура)     | Хавана је основана 1519. године од стране шпанских колонизатора, а до XVII века постала је један од главних центара за изградњу бродова на Карибима. Стари град је изграђен у барокном и неокласичном стилу. Историјске знаменитости Старе Хаване укључују Ла Кабању, Катедралу у Хавани и Велики театар у Хавани. |
| Тринидад и Долина шећерана                                | Група зграда са црвеним крововима у сред зелених дрвећа и брда. У центру се налази виша зграда са торњем.               | Санкти Спиритус                | 1988.        | 460; iv, v (култура)     | Град Тринидад је основан почетком XVI века. Године 1518. Ернан Кортес је започео своју експедицију за освајање Мексика из луке у Тринидаду. Град је напредовао током колонијалног периода углавном захваљујући успеху локалне индустрије шећера. Припајајућа Долина инжењера била је почетак кубанске индустрије шећера, која је настала у XVIII веку. У њој се налази велики број млинова за шећерну трску, као и сточарске фарме и плантаже дувана. |
| Замак Сан Педро де ла Рока, Santiago de Cuba              | Низ зидова од камена смештен је на брду које се уздиже изнад воде                                                       | Сантијаго де Куба              | 1997.        | 841; iv; v (култура)     | Велика тврђава је изграђена ради одбране важне луке Сантијаго де Куба. Дизајн утврђења био је заснован на италијанској и ренесансној архитектури. Комплекс магацина, бастиона и батерија представља једно од најпотпунијих и најбоље очуваних шпанско-америчких одбрамбених утврђења. |
| Национални парк Десембарко дел Гранма                     | | Гранма                         | 1999.        | 889; vii, viii (природа) | Национални парк је назван по јахти која је превезла Фидела Кастра, Раула Кастра, Чеа Гевару и осталих 79 чланова Покрета 26. јула на Кубу, како би свргнули Фулхенсиа Батисту. Парк се одликује јединственом карстном топографијом са карактеристикама као што су терасе, литице и водопади. |
| Долина Вињалес                                            | Упитању је поље са високим травама и дрвећем, мала дрвена колиба напред и стрме литице позади.                          | Пинар дел Рио                  | 1999.        | 840; iv (култура)        | Село Вињалес основано је 1875. године након ширења узгоја дувана у околној долини. Долина се одликује карстном топографијом, народном архитектуром и традиционалним методама узгоја. Долина је такође била место различитих војних сукоба у Кубанском рату за независност и Кубанској револуцији. |
| Археолошки пејзаж првих плантажа кафе на југоистоку Кубе. | | Сантијаго де Куба и Гуантанамо | 2000.        | 1008; iii, iv (култура)  | Током XIX и почетком XX века, источна Куба била је углавном усмерена на узгој кафе. Остатци плантажа приказују технике које су коришћене на тешком терену, као и економски и друштвени значај система плантажа на Куби и у Карибима. |
| Национални парк Алехандро де Хумболт                      | Висока зелена дрвећа и брда налазе се са обе стране реке у центру.                                                      | Олгин и Гуантанамо             | 2001.        | 839; ix, x (природа)     | Реке које настају у високим надморским висинама спадају међу највеће у Острвском Карибима. Парк показује широк спектар геолошких типова. Садржи многе биолошке врсте, укључујући 16 од 28 кубанских ендемских биљних врста, као и животињске врсте као што је угрожени кубански соленодон. |
| Историјски центар Сијенфуегоса                            | Зграда са жутим зидовима има две куле различитих висина са округлим црвеним крововима. У највишој кули налазе се звона. | Сијенфуегос                    | 2005.        | 1202; ii, v (култура)    | Сијенфуегос је основан 1819. године као шпанска колонија, иако су његови први становници били француски имигранти. Захваљујући свом положају на заливу Сијенфуегос, постао је трговачки центар за шећерну трску, дуван и кафу. Због оснивања у каснијем колонијалном периоду, архитектура носи модерније утицаје, укључујући савремене идеје урбанистичког планирања.                                                                                 |
| Историјски центар Камагвеја                               | У центру се налази велика камена зграда са високом кулом. Иза ње је неколико мањих зграда са црвеним крововима.         | Камагвеј                       | 2008.        | 1270; iv, v (култура)    | Камагвеј је једно од првих седам села које су Шпанци основали на Куби, први пут насељено 1528. године. Неправилна организација града разликује се од уобичајеног, уредног распореда већине других шпанских насеља. Овај лавиринтски стил је био под утицајем средњовековних европских идеја и традиционалних метода градње раних имиграната зидара и грађевинских радника.                                                                            |

## Тентативна листа
Поред локалитета уписаних на Листу светске баштине, државе чланице могу да одржавају листу пробних локација које могу да размотре за номинацију. Номинације за Листу светске баштине се прихватају само ако је локација претходно била наведена на тентативној листи. Куба има три добара на својој прелиминарној листи.
| Име локалитета                             | Фотографија | Локација (провинције) | Година уписа | УНЕСКО критеријуми          | Опис |
| ------------------------------------------ | ----------- | --- | ------------ | --------------------------- | --- |
| Национални парк Цијенага де Запата         |             | Матанзас | 2003.        | vii, ix, x (природа)        | Парк је уписан као резерват биосфере и има разноврсне пејзаже и врсте, укључујући мочварне шуме и делове коралних гребена. |
| Националне школе уметности, Кубанакан      |             | Ла Хавана | 2003.        | i, ii, iii, iv, v (култура) | Националне школе уметности основане су 1962. године са циљем обуке уметника у ликовним уметностима, музици, балету, драми, савременим и фолклорним плесовима. Архитектура је у кубанском савременом стилу, а архитекте су користиле опеку уместо цемента који је био оскудан у то време.                                                         |
| Систем коралних гребена у кубанском Карибу |             | Пинар дел Рио, Артемиса, Ла Хавана, Мајабеке, Матанзас, Сијенфуегос, Вила Клара, Санкти Спиритус, Сиего де Авила, Камагвеј | 2003.        | vii, x (природа)            | Локација обухвата различите делове коралних гребена дуж јужне обале, посебно усмерена на архипелаге Канарреос и Жардинас де ла Рена. Локација се протеже од полуострва Гунахакабибес на најзападнијој тачки Кубе до Жардинас де ла Рена на југоистоку. Укупно, систем је дугачак 800 километара и обухвата девет различитих заштићених подручја. |